# Астаф'єв Дмитро Володимирович
Дмитро Володимирович Астаф'єв (рос. Дмитрий Владимирович Астафьев; 27 липня 1990, Ольгинський район, Приморський край, РРФСР — 20 травня 2023, Україна) — російський офіцер, капітан ЗС РФ. Герой Російської Федерації.

## Біографія
Син військовослужбовця. В 1994 році сім'я переїхала в Канськ, на нове місце служби батька. В 2007 році закінчив Канську середню школу № 20 і в тому ж році вступив в ЗС РФ. В 2012 році закінчив Омський танковий інженерний інститут Загальновійськової академії ЗС РФ за спеціальністю «багатоцільові гусеничні та колісні машини». Учасник інтервенції в Сирію. З лютого 2022 року брав участь у вторгненні в Україну, командир мотострілецької роти мотострілецького батальйону 200-ї окремої мотострілецької бригади. Загинув у бою. Похований в Бєлгороді.

## Нагороди
- Медаль «За військову доблесть» 2-го ступеня
- Медаль «За відзнаку у військовій службі» 3-го ступеня (10 років)
- Медаль «Учаснику військової операції в Сирії»
- Медаль Суворова (2022)
- Медаль «За бойові заслуги» (2022)
- Орден Мужності (2022)
- Звання «Герой Російської Федерації» (26 липня 2023, посмертно) — «за мужність і героїзм, проявлені під час виконання військового обов'язку.» 15 серпня медаль «Золота зірка» була вручена рідним Астаф'єва командувачем Північним флотом адміралом Олександром Мойсеєвим і губернатором Бєлгородської області В'ячеславом Гладковим.

## Вшанування пам'яті
- В жовтні 2023 року в Печензькому окрузі Мурманської області на домі, в якому жив Астаф'єв під час служби на Північному флоті, була встановлена меморіальна дошка.
- 8 грудня 2023 року в Бєлгороді був відкритий бюст Астаф'єва.